# Есватіні на літніх Олімпійських іграх 1988
Есватіні брало участь у Літніх Олімпійських іграх 1988 року в Сеулі (Південна Корея), в третій раз за свою історію, але не завоював жодної медалі.